# Liste des musées de Besançon
 (juin 2022).
 (juin 2022).
Cette liste présente les musées de la ville de Besançon et son agglomération[pertinence contestée]. Bien que la ville n'admette en son sein 5 institutions classées "Musées de France",, la ville et ses environs compte dix neuf sites de ce type ou assimilables, listés dans cet article.

## Sites dédiés

### Citadelle de Besançon

#### Le Muséum de Besançon

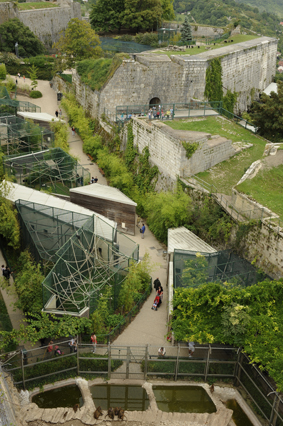
Jardin zoologique - Muséum de Besançon

Créé en 1943, installé à la Citadelle depuis 1959 à l’initiative du maire Jean Minjoz, considérablement enrichi depuis, le Muséum contient des collections naturalisées et des secteurs animaliers tel qu'un naturalium, un insectarium et un aquarium.

#### Le Musée comtois
Le Musée comtois, Musée de France consacré à l'histoire des hommes et des paysages de Franche-Comté, se trouve dans la Citadelle de Besançon depuis 1960. Il est né de l’exemple du Musée national des arts et traditions populaires de Paris et de l’intérêt de l’abbé Jean Garneret, qui a réuni et étudié des milliers d’objets représentatifs des savoir-faire et des traditions régionales des XIXe et XXe siècles.
Avec le soutien de l’association Folklore comtois, il a en outre réalisé plusieurs milliers de photographies et de dessins pour conserver la mémoire du passé.

#### Musée de la Résistance et de la Déportation

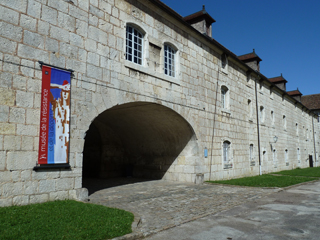
Musée de la Résistance et de la Déportation

Musée de la Résistance et de la Déportation traite à l’aide de photographies, de textes, de documents originaux les thèmes liés à la Seconde Guerre mondiale : le nazisme depuis son origine, la guerre et le régime de Vichy, la résistance franc-comtoise, nationale, européenne, la libération. La place réservée à la déportation et à la “Solution finale” contribue à sa singularité. À cette présentation didactique s’ajoutent des collections de peintures, dessins et sculptures réalisés en camp de concentration et en prison. Durant l’occupation, de 1941 à 1944, cent résistants appartenant à des groupes francs-comtois furent fusillés à la Citadelle.

### Musée des Beaux-Arts et d'Archéologie

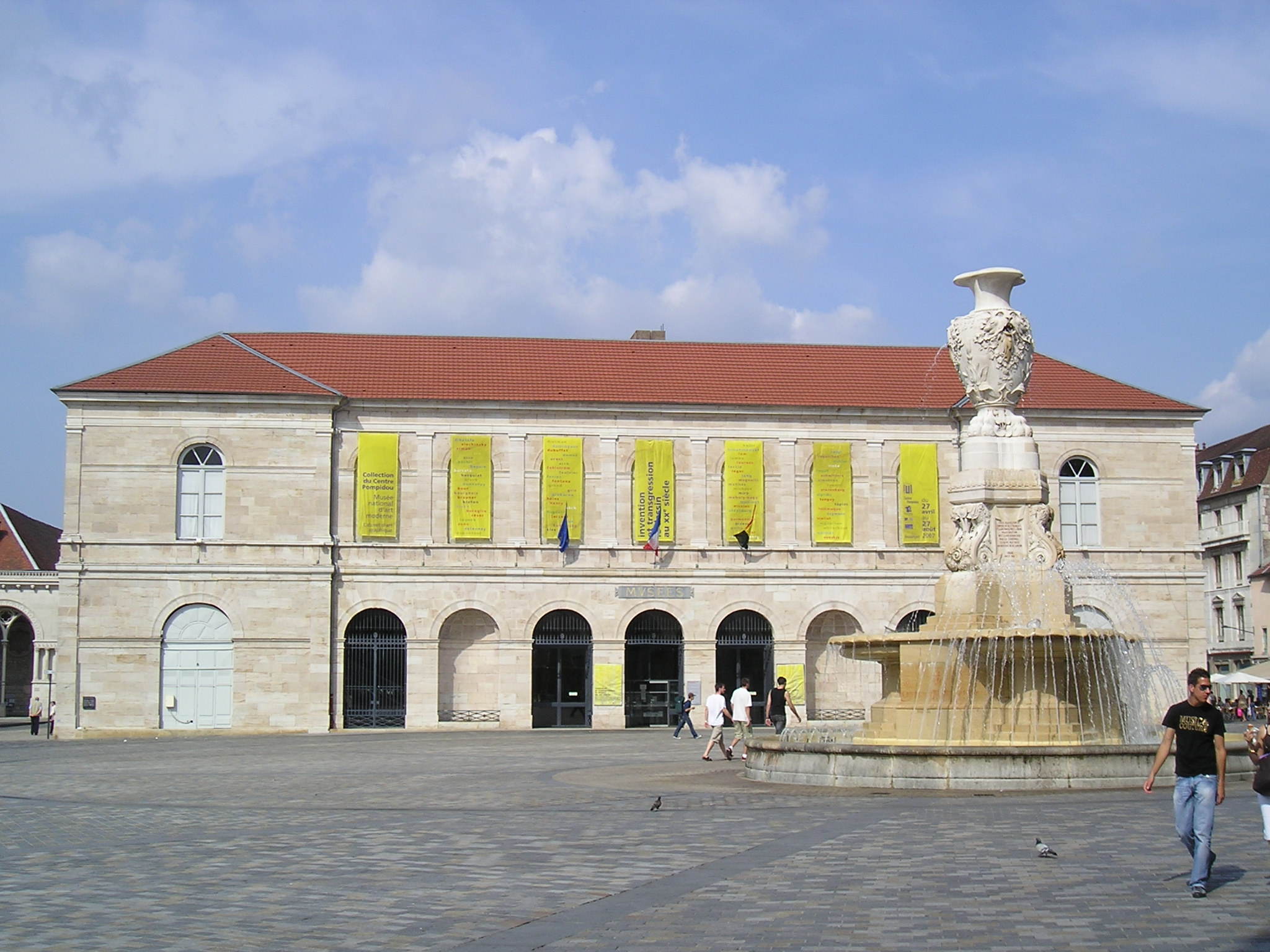
Musée de Besançon

Créé en 1694, il est le plus ancien musée public en France. Les collections du musée des beaux-arts et d'archéologie de Besançon se répartissent en trois catégories : 
- Archéologie : présente des collections égyptienne, du mobilier préhistorique et protohistorique, et une collection d'objets gallo-romains
- Beaux-Arts : Les collections de peinture illustrent les principales tendances de l’art européen du XVIIe au XXe siècle, ainsi que des sculptures des mêmes périodes et des céramiques du XIVe au XVIIIe siècle.
- Cabinet de dessins : Il est l'un des cabinets les plus importants en France avec plus de 5500 dessins, des écoles européennes de la fin du XVe siècle au milieu du XXe siècle.

### Musée du Temps de Besançon
Installé dans un des plus beaux palais de la ville, le Palais Granvelle. Le musée du Temps présente l'histoire de la ville, notamment en présentant le patrimoine horloger de la ville (capitale de l'horlogerie française).

### Maison natale de Victor Hugoetpharmacie Jacques
La maison natale de Victor Hugo, au 140 grande rue, est ouverte au public depuis le 13 septembre 2013. Elle accueille des expositions autour des engagements politiques d'Hugo. La pharmacie Jacques, située au rez-de-chaussée, est visible depuis l'extérieur.

### Musée des Maisons comtoises de Nancray
Les maisons comtoises de Nancray (15km de Besançon) sont un écomusée de 15 hectares fondé en 1988 par l'abbé Jean Garneret. 29 maisons rurales typiques de Franche-Comté sont ouvertes à la visite du mois de mars au mois de novembre.

### Musée des Armées Lucien-Roy
Le musée des Armées Lucien-Roy de Beure (limitrophe de Besançon) est un musée militaire retraçant toutes les guerres majeures auxquelles la France a participé.

## Art/culture

### Fonds régional d'art contemporain
Installé dans la cité des Arts et de la Culture de Besançon en 2013, le Fonds régional d'art contemporain procède deux salles d’expositions de 490 et 100 m2.

## Bibliothèques

### Bibliothèque municipale
La bibliothèque municipale de Besançon conserve plus de 500 000 documents manuscrits, imprimés, dessins, gravures, monnaies, médailles... faisant de ce lieu l'une des bibliothèques les plus riches de France avec 1000 incunables et 2800 manuscrits.

### Archives départementales du Doubs
L'édifice situé à Planoise abrite 20,8 km de linéaires d'archives publiques, 1 km de linéaire d'archives d'origine privée ainsi qu'une bibliothèque contenant plus de 25 000 ouvrages, et dispose d'un service éducatif (accueil des élèves du CM2 à la Terminale).

## Sites religieux

### Collection picturaleethorloge astronomiquede lacathédrale Saint-Jean
Trente-cinq toiles classées monuments historiques dont une quinzaine parmi les plus remarquables exposées au sein même de l'édifice accessible au public, ainsi qu'une horloge astronomique considérée comme un chef-d’œuvre exclusivement en visite guidée plusieurs fois par jour.

### Musée de l'église Sainte-Madeleine

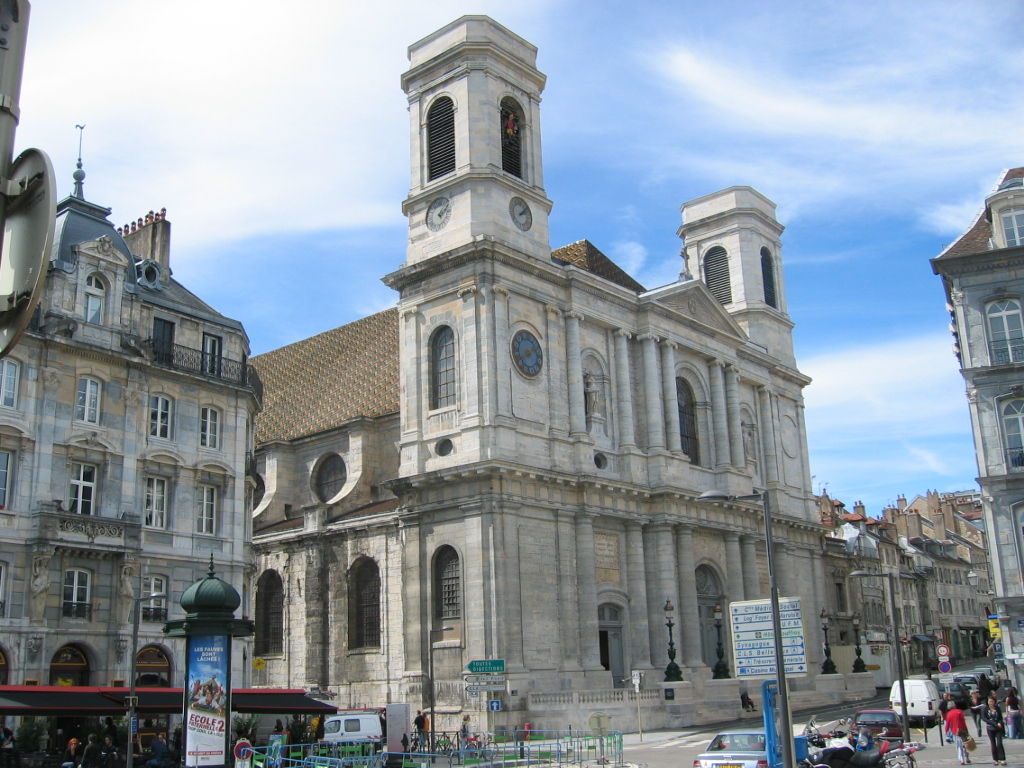
Église de la Madeleine

Le musée de l'est un musée privé situé dans l'églises de la Madeleine au cœur du quartier de Battant, ouvert lors des journées du Patrimoine et sur réservation. Les trois salles d'expositions retracent l'histoire de Battant et la vie religieuse de Besançon. 

### Congrégation des Sœurs de la Charité de Besançon
Maison-mère fondée par Jeanne-Antide Thouret au 131 de la Grande-Rue, conservant et exposant des collections de broderies et d'objets religieux ouvert lors des journées du Patrimoine et sur réservation.

### Abbaye Saint-Paul de Besançon
Réserve et collection lapidaire, ouvert lors des journées du Patrimoine et sur réservation.

## Environnement

### Haras national
Le haras national accueille de nombreuses races équines et une collection de charrettes, visites sur demande pouvant inclure des représentations équestres pour les associations, les entreprises et pour les écoles.

## Divers

### Hôpital Saint-Jacques

#### Musée de l'anesthésie
Musée d'anesthésie-réanimation et des techniques médico-chirurgicales, tous les premiers jeudis de chaque mois sur rendez-vous.

#### Apothicairerie
L'hôpital possède une des plus belles apothicaireries (pharmacies anciennes) de France avec collection de faïences des XVIIe et XVIIIe siècles constituée vers 1680 par l’apothicaire Gabriel Gascon. Elle est ouverte lors des journées du Patrimoine et sur réservation.

### Musée de lafranc-maçonnerie à Besançon
La loge maçonnique, située rue Émile-Zola, comporte un musée ouvert lors des journées du Patrimoine et sur réservation.